# Eudrapa maculata
Eudrapa maculata är en fjärilsart som beskrevs av Emilio Berio 1956. Eudrapa maculata ingår i släktet Eudrapa och familjen nattflyn. Inga underarter finns listade i Catalogue of Life.